# Кіровська районна рада
Кі́ровська райо́нна ра́да — орган місцевого самоврядування Кіровського району Автономної Республіки Крим. Розміщується в селищі міського типу Кіровське.
З 15 квітня 2014 року районна рада тимчасово не виконує обов'язки через окупацію Автономної Республіки Крим Російською Федерацією.

## Склад ради

### VI скликання
Рада складається з 26 депутатів, з них половина — обрані в одномандатних мажоритарних виборчих округах та половина — в багатомандатному виборчому окрузі.
Останні вибори до районної ради відбулись 31 жовтня 2010 року. Найбільше депутатських мандатів отримала Партія регіонів — 18 (10 — в одномандатних округах та 8 — в багатомандатному); Народний рух України мав 4 депутати (1 та 3 відповідно), Комуністична партія України — 2 (в багатомандатному окрузі), партії «Реформи і порядок» та «Сильна Україна» отримали по 1 мандатові в одномандатних виборчих округах.

#### Голова
Головою Кіровської районної ради в 2010 році було обрано депутата від Партії регіонів Михайла Ростиславовича Іванова.

## Скандали
В липні 2013 року в Криму побачила світ «Книга пам'яті східного Криму «Просили пам'ятати», впорядкована місцевими краєзнавцями, котра звинувачує кримських татар в співпраці з німцями в часи Другої світової війни. Меджліс кримськотатарського народу жорстко засудив книгу як таку, ро розпалює міжнаціональну ворожнечу. Кіровська районна рада виступила одним із спонсорів видання — з бюджету було виділено 155 тисяч гривень.